# Фламбо (округ Раск, Вісконсин)
Фламбо (англ. Flambeau) — місто (англ. town) в США, в окрузі Раск штату Вісконсин. Населення — 987 осіб (2020).

## Демографія
Згідно з переписом 2010 року, у місті мешкало 1059 осіб у 402 домогосподарствах у складі 314 родин. Було 478 помешкань
Расовий склад населення:
| - 97,4 % — білих - 0,8 % — корінних американців - 0,6 % — чорних або афроамериканців - 0,3 % — азіатів |

До двох чи більше рас належало 0,8 %. Частка іспаномовних становила 1,0 % від усіх жителів.
За віковим діапазоном населення розподілялося таким чином: 23,2 % — особи молодші 18 років, 60,8 % — особи у віці 18—64 років, 16,0 % — особи у віці 65 років та старші. Медіана віку мешканця становила 44,8 року. На 100 осіб жіночої статі у місті припадало 108,5 чоловіків;  на 100 жінок у віці від 18 років та старших — 109,0 чоловіків також старших 18 років.
Середній дохід на одне домашнє господарство  становив 57 210 доларів США (медіана — 51 406), а середній дохід на одну сім'ю — 66 537 доларів (медіана — 61 000). Медіана доходів становила 40 962 долари для чоловіків та 35 781 долар для жінок. За межею бідності перебувало 9,4 % осіб, у тому числі 7,1 % дітей у віці до 18 років та 5,4 % осіб у віці 65 років та старших.
Цивільне працевлаштоване населення становило 557 осіб. Основні галузі зайнятості: виробництво — 24,1 %, освіта, охорона здоров'я та соціальна допомога — 20,5 %, транспорт — 11,8 %, будівництво — 11,5 %.